# Wetenschapssociologie
Wetenschapssociologie of sociologie van de wetenschap, is de tak van de sociologie die zich richt op de sociologische studie van het 'wetenschappelijke bedrijf' binnen de wetenschappelijke gemeenschap. De wetenschapssociologie bestudeert de "wetenschap als maatschappelijke activiteit", dat wil zeggen de "maatschappelijke voorwaarden en effecten van wetenschapsbeoefening, en haar (interne) sociale structuren en processen". Het vakgebied van de wetenschapssociologie is verwant aan de kennissociologie, wetenschapsfilosofie, scientometrie en de wetenschapsgeschiedenis.
Als vakdomein is wetenschapssociologie vooral op de kaart gezet door Robert K. Merton, vanaf de jaren 1930, met invloedrijke leerlingen als Joseph Ben-David. Vanaf de jaren 1960 kwamen er nieuwe benaderingen op, zoals de scientometrie in het werk van Derek J. de Solla Price, de Edinburgh school van David Bloor en Barry Barnes, etnografische studies van laboratoria bij Michael Lynch en Karin Knorr-Cetina, actor-netwerktheorie bij Bruno Latour en Michel Callon, feministische studies van Sandra Harding en Evelyn Fox Keller en breder science studies met auteurs als Brian Wynne, Peter Weingart en Sheila Jasanoff.

## Thema's
Wetenschapssociologie bestudeert de manier waarop wetenschappelijke kennis wordt geproduceerd en als geldig wordt erkend, binnen en buiten de wetenschappelijke gemeenschap.
Daarnaast houdt de wetenschapssociologie zich bezig met de loopbaanontwikkeling van wetenschappers, hun sociale netwerken, zoals beroepsverenigingen, en de manier waarop zij hun status verwerven. Een ander belangrijk thema is 'waardevrije wetenschap': wat betekent dit en hoe kan wetenschappelijke kennis ontstaan en bestaan zonder dat deze wordt beïnvloed door persoonlijke voorkeur of belangen?
Specifieke thema's die de wetenschapssocioloog Joseph Ben-David (1975) noemde, zijn de:
- institutionele oorsprong van de moderne wetenschap
- institutionele functies, het beloningssysteem van de wetenschap
- informele organisatie van de wetenschap
- politiek en de sociale verantwoordelijkheid van wetenschap

## Ontwikkeling

### Vroege aanzetten
Binnen de sociologie is er sinds 1945 een groeiende interesse in de manier waarop het complex "wetenschap en techniek" zich binnen de moderne samenleving manifesteert. Wederzijdse beïnvloeding van wetenschap en maatschappij was er al in eerdere eeuwen, maar is vooral sinds 1945 in omvang en betekenis toegenomen. Dit zou karakteristiek zijn voor iedere samenleving met een hoge graad van industrialisatie.
Wetenschapssociologie avant la lettre werd bedreven door wetenschappers die  interesse kregen in sociale vraagstukken rond wetenschap. Zo gaf Max Weber in 1917 een invloedrijke lezing, "Wissenschaft als Beruf". Een ander losstaand voorbeeld is Ludwik Fleck, die in "Enstehung und Entwicklung einer wissenschaftlichen Tatsache" (1935) een studie deed van de 'denkstijl' van een 'denkcollectief' rond syfilis. Naast Fleck, waren ook andere Poolse auteurs met wetenschapssociologische thema's bezig, zoals Florian Znaniecki. Daarnaast schreven Stanisław Ossowski en Maria Ossowska in 1935 een artikel getiteld "The Science of Science".
Invloedrijker was John Desmond Bernal die in 1939 het boek The Social Function of Science publiceerde, dat kan worden beschouwd als een van de eerste gezaghebbende teksten op het gebied van de wetenschapssociologie. Bernal liet vervolgens in Science in History uit 1954 zien dat de ontwikkeling van de wetenschap van de afgelopen millennia, niet begrepen kan worden zonder deze te verbinden met de maatschappelijke ontwikkeling. Latere wetenschappers die sociologische reflecties over wetenschap hebben geschreven, zijn Alvin Weinbergs Reflections on Big Science (1967) en Peter Medawars Advice to a Young Scientist (1979)

### Mertoniaanse school
Eind jaren 1930 startte ook de wetenschapssocioloog Robert K. Merton met zijn onderzoek naar de sociale dimensie van wetenschap. In 1938 publiceerde hij zijn doctoraatthese Science, Technology, and Society in Seventeenth-Century England, dat aan de oorsprong lag van de zogenaamde mertonthese: zoals Weber een wederzijdse versterking waarnam tussen de protestantse ethiek en de opkomst van het kapitalisme, zo stelde Merton dat er een verband bestaat tussen de opkomst van het protestantisme en de wetenschappelijke revolutie.
Mede onder invloed van het opkomend fascisme en communisme, gaat Merton ook onderzoek doen naar de sociale voorwaarden voor wetenschap, en de vraag in welke mate wetenschap en democratie elkaar vooronderstellen. In deze context werkt Merton bijvoorbeeld zijn beroemde CUDOS-normen uit van wat de definitie is van integere wetenschap. Volgens Merton wordt het sociale systeem van wetenschap vormgegeven door vier normen voor ideaal wetenschappelijk gedrag:
1. communalism (gemeenschappelijkheid): kennis moet openbaar zijn;
2. universalism (universalisme): kennis moet universeel en persoonsonafhankelijk zijn;
3. disinterestedness (belangeloosheid): eigen- of groepsbelang mag geen rol spelen;
4. organized skepticism (georganiseerd scepticisme): voortdurende en openlijke kritiek is nodig.

Daarnaast deed Merton, samen met Harriet Zuckerman, onderzoek naar het mattheuseffect: het gegeven dat degene die als eerste iets bedenkt of ontdekt, er niet altijd de erkenning voor krijgt, als de ontdekker lager in de wetenschappelijke pikorde staat. Studenten van Merton, zoals Bernard Barber, Warren O. Hagstrom en Norman W. Storer bouwden op dit werk voort. Zij poogden te analyseren hoe erkenning de centrale valuta is van het wetenschappelijk systeem: wetenschappers verrichten hun werk niet zozeer voor geld of macht, maar omwille van erkenning door hun gelijken. Wetenschap moet volgens hun worden opgevat als een gifteconomie. Ten slotte bouwde ook Joseph Ben-David op Mertons werk verder, voornamelijk in zijn sociologische analyses van wetenschappelijke instituten, zoals de universiteit, en hun ontwikkeling gedurende de 20e eeuw.
Een volgende belangrijke bijdrage aan de wetenschapssociologie kwam van de wetenschapshistoricus Thomas Kuhn. Deze liet in zijn The Structure of Scientific Revolutions uit 1962 zien dat fundamentele veranderingen binnen de wetenschap, en de erkenning van nieuwe inzichten, niet afdoende kunnen worden veklaard uit alleen de ontdekkingen en waarnemingen van wetenschappers. Sociale en psychologische factoren spelen een grote rol bij de aanvaarding van nieuwe opvattingen, of zoals Kuhn het noemt, van paradigma's. Kuhn heeft vele aan het eind van de 20e eeuw werkzame wetenschapssociologen geïnspireerd. Allereerst sociologen die, geïnspireerd door deze nieuwe kijk op wetenschap, netwerken van wetenschappers gingen analyseren, met nieuwe methodes, ontwikkeld door de scientometrie. De scientometrie richt zich op de kwantitatieve studie van wetenschappelijke netwerken en op wetenschappelijke productie (bijvoorbeeld het aantal vakpublicaties per vakwetenschapper of per wetenschappelijk instituut). Naast Derek J. de Solla Price en Eugene Garfield was vooral Diana Crane invloedrijk met haar studie naar zogenaamde 'onzichtbare universiteiten' (invisible colleges).

### Sociologie van de wetenschappelijke kennis
Kuhn geldt echter vooral als inspiratiebron voor een andere vernieuwing in de wetenschapssociologie, de zogenaamde sociologie van de wetenschappelijke kennis (sociology of scientific knowledge, SSK). Vanaf de jaren 1970 ontwikkelde zich in het Verenigd Koninkrijk een alternatief voor de Mertoniaanse wetenschapssociologie. Hoewel auteurs zoals Michael Mulkay en David Edge al eerder in deze richting werkten, was het met name de zogenaamde 'Edinburgh school', met haar 'sterke programma' (strong programme), die vorm aan dit alternatief zou geven. David Bloor en Barry Barnes, die dit programma  ontwikkelden, stelden dat Merton zich onterecht tot de institutionele kant van wetenschap had beperkt, en de wetenschappelijke kennis zelf niet sociologisch onderzocht, maar overliet aan de wetenschapsfilosofie. Sociologen mochten wel iets zeggen over citatiepatronen van wetenschappers, maar niet waarom theorieën, zoals de evolutietheorie of de relativiteitstheorie, werden aanvaard. Het 'sterke programma' stelt, deels geïnspireerd door Kuhn, dat ook de acceptatie en verspreiding van (ware) wetenschappelijke kennis maatschappelijk verklaard kan, en moet worden. In deze visie vielen wetenschapssociologie en kennissociologie samen.
Deze opvatting werd zeer invloedrijk binnen de wetenschapssociologie. Allereerst werd ze verder uitgewerkt in de Edinburghse school, in het werk van Donald A. MacKenzie, Andrew Pickering, Steve Woolgar en Steven Shapin en in de 'Bath-school' van Harry Collins en Trevor Pinch. Ten tweede inspireerde het een reeks sociologen om etnografisch veldwerk te doen, in laboratoria. Terwijl Bloor of Barnes voornamelijk macrosociologische studies deden, wilden deze tweede groep  microsociologische studies doen naar de wetenschappelijke praktijk in het laboratorium. Vooral het eerste boek Laboratory Life (1979) van Bruno Latour en Steve Woolgar is invloedrijk gebleken, en daarnaast de laboratoriumstudies van Karin Knorr-Cetina, Michael Lynch en Sharon Traweek.
Een andere toepassing, uitgewerkt door auteurs als Wiebe Bijker en Trevor Pinch was de toepassing van dit theoretisch kader op de geschiedenis van de technologie, in een eigen programma dat ze de sociale constructie van technology (Social Construction of Technology, SCOT) noemden.
De sociologie van de wetenschappelijke kennis kreeg al snel kritiek van wetenschapsfilosofen, maar ook van sociologen als Joseph Ben-David en Thomas Gieryn, die twijfels hadden bij dit programma, en filosofische, methodologische en politieke vragen stelden. Filosofen als Larry Laudan, Helen Longino en Philip Kitcher gingen hierover in debat. Filosofen als Ian Hacking, Robert Ackermann, Allan Franklin en David Gooding werkten, als reactie op de laboratoriumstudies van Latour cs., een eigen filosofie van het experiment uit, als tegenwicht tegen de radicale conclusies van de sociologen.

### Verdere ontwikkeling
Al in de jaren 1980 waren er hevige onderlinge debatten over de koers van de wetenschapssociologie, zonder dat er consensus ontstond. Terwijl Bloor en Barnes hun programma voortzetten, werkten Collins, Woolgar en Latour hun eigen ideeën uit. Collins bepleitte een 'empirisch programma van relativisme' (empirical programme of relativism). Geïnspireerd door de fenomenologie van Alfred Schütz, en de kennissociologie van Peter L. Berger en Thomas Luckmann, stelde hij het volgende methodologisch principe voorop: de socioloog moest doen alsof alle fenomenen maatschappelijk bepaald zijn, zonder dat de natuur een rol speelt, om zo duidelijk de sociale factoren naar voren te brengen.
Daarnaast werkte Woolgar, samen met auteurs zoals Malcolm Ashmore, de 'reflexiviteitsthese' uit. Een van de principes van het programma van Bloor was dat de inzichten van de sociologie reflexief moesten zijn, dus ook van toepassing op de wetenschapssociologie zelf, aangezien het bij dit vakdomein evengoed over wetenschappelijke kennis ging. Auteurs zoals Woolgar en Ashmore radicaliseerden dit principe; zij gingen na wat de implicaties van deze reflexiviteit waren. Immers, sommige wetenschapssociologen claimden 'objectieve' (niet sociaal-geconstrueerde) kennis te produceren, terwijl alle andere kennis sociaal geconstrueerd zou zijn.
Wetenschapssociologen zoals Madeleine Akrich, Michel Callon, Latour en John Law ontwikkelden de 'sociologie van de translatie' (sociologie de la traduction, naar het werk van Michel Serres), in de jaren 1990 bekend onder de naam actor-netwerktheorie (Actor-Network Theory, ANT). In dit programma werd voorgesteld de relatie tussen mensen en niet-mensen als symmetrisch te beschouwen. Anders gezegd: kennis komt tot stand door de constructie van netwerken van mensen en niet-mensen, die samen de stabiliteit en dus de betrouwbaarheid of geldigheid van wetenschappelijke feiten bepalen. Een zinvol onderscheid tussen een subject en object kan volgens de ANT nooit op voorhand worden gemaakt, maar is juist het eindproduct van een constructieproces. Deze stroming heeft invloed gehad op andere sociologen en filosofen, zoals Ian Hacking, Graham Harman, Annemarie Mol, Andrew Pickering, Hans-Jörg Rheinberger, Joseph Rouse, Susan Leigh Star en Isabelle Stengers.
Ondertussen kwamen thema's rond feminisme, vrouwen in de wetenschap en gender op de agenda van de wetenschapssociologie te staan. Auteurs zoals Donna Haraway, Sandra Harding, Evelyn Fox Keller en Londa Schiebinger gebruikten de theoretische kaders van de sociologie van wetenschappelijke kennis om na te gaan hoe in wetenschappelijk onderzoek machtsongelijkheid en discriminatie aan de orde kwamen en hoe die konden leiden tot seksisme of racisme.
De constructivistische aanpak van de wetenschapssociologie kwam ter discussie te staan gedurende de zogenaamde Science Wars. In een reeks discussies en controverses klaagden sommige wetenschappers en wetenschapsfilosofen de postmoderne filosofie, constructivisme en relativisme aan omdat dit de  autoriteit en rationaliteit van wetenschap zou ondergraven. Een voorbeeld was de Sokal-affaire uit 1996. Naar aanleiding van dit debat gingen een aantal sociologen, zoals Latour, Pickering en Sheila Jasanoff meer benadrukken hoe de buitenwereld wel degelijk een rol speelde in het tot stand komen van kennis.

### Science studies
Binnen de wetenschapssociologie bestaat geen algemeen geaccepteerd theoretisch kader, hoewel de meeste wetenschapssociologen nog steeds werken vanuit een constructivistisch perspectief. Veel wetenschapssociologen gebruiken inmiddels een ander label, dat van de zogenaamde science studies of Science and Technology Studies (STS), dat ondertussen geïnstitutionaliseerd is en eigen opleidingen en departementen heeft.
Vele auteurs die werken in deze STS traditie houden zich niet meer bezig met debatten rond constructivisme en realisme, maar onderzoeken in welke mate sociale en culturele factoren een rol spelen in het tot stand komen van wetenschappelijke kennis en technologische vernieuwingen. Meer dan epistemologie, staat vaker een analyse van macht centraal. Thema's die vaak worden onderzocht zijn hedendaagse biomedische technologieën, nanotechnologie of synthetische biologie en de relatie tussen experts en het bredere publiek. Auteurs die aan deze thema's werken zijn Steve Fuller, Sheila Jasanoff, Martin Kusch, Helga Nowotny, Dominique Pestre, Jerome Ravetz, Arie Rip, Peter Weingart en Brian Wynne. 